# Katey Sagal
Pour les articles homonymes, voir Sagal.
Catherine « Katey » Sagal, née le 19 janvier 1954 à Los Angeles, en Californie, est une actrice et chanteuse américaine.
Elle est surtout connue pour avoir incarné les rôles de Peggy Bundy dans Mariés, deux enfants (1987-1997), celui de Leela dans la série d'animation Futurama (1999-2013 / depuis 2023), celui de Cate Hennessy dans Touche pas à mes filles (2002-2005) et celui de Gemma Teller Morrow (en) dans Sons of Anarchy (2008-2014).

## Biographie

### Jeunesse
Née à Los Angeles, Katey vient d'une famille qui a toujours été dans le show-business.

### Famille
Sa mère, Sara Swilling, est une productrice et scénariste, morte d'une maladie cardiaque en 1975, à l'âge de 48 ans. Son père, Boris Sagal, est un réalisateur et producteur, mort accidentellement sur le tournage de La Troisième Guerre mondiale en 1981, à l'âge de 57 ans. À la suite de ces décès, Katey élève ses quatre frères et sœurs cadets, Joe, David, Jean et Liz à Brentwood (Los Angeles).

### Carrière

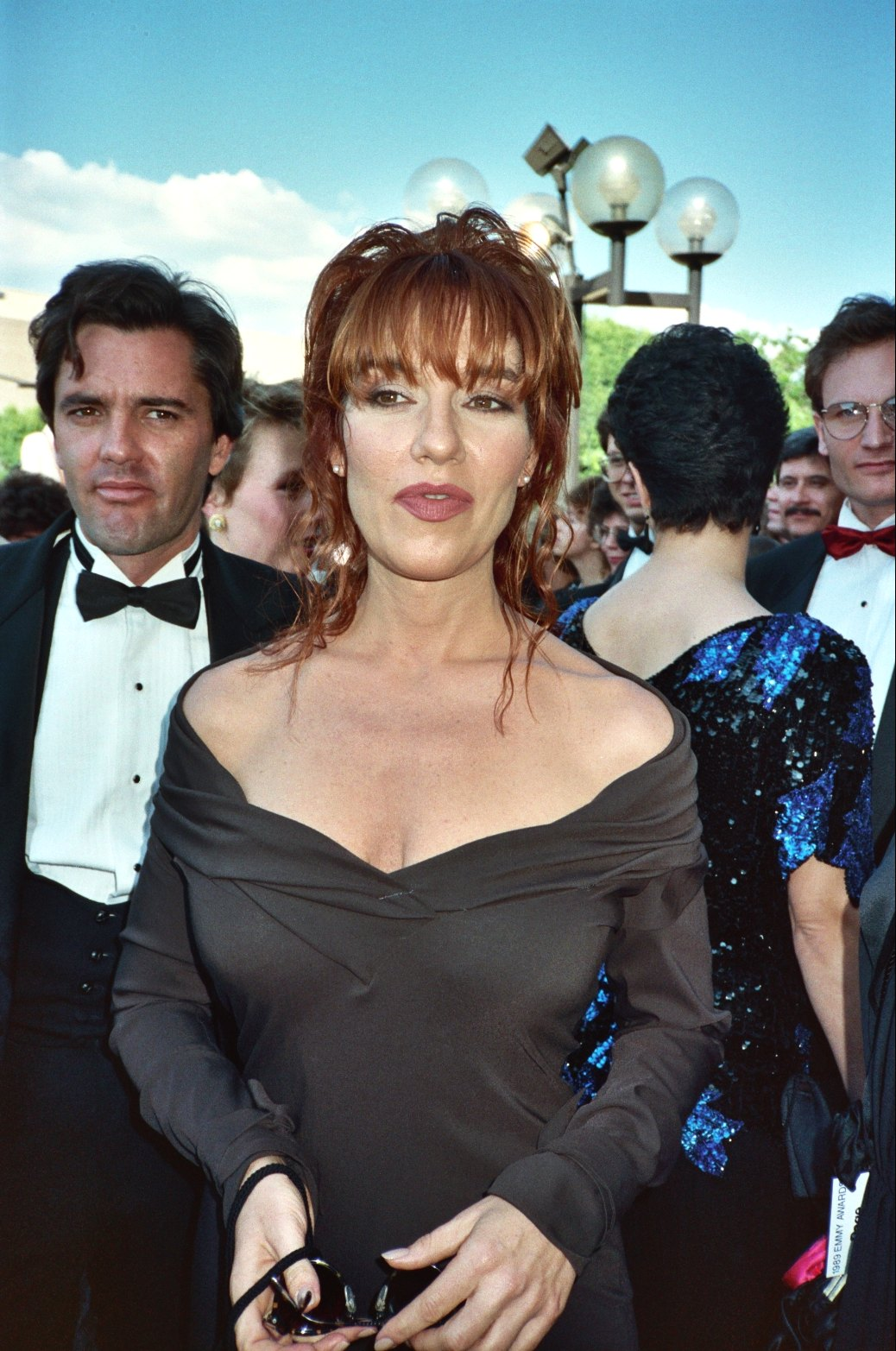
Katey Sagal lors des Emmy Awards en 1989.

#### Comédie
Après avoir obtenu son diplôme universitaire du California Institute of the Arts, Katey lance sa carrière d'actrice au début des années 1970 en jouant dans de nombreux téléfilms. Son premier grand rôle fut dans la sitcom Mary en 1985. Grâce à ce rôle, elle obtient le rôle principal dans la sitcom Mariés, deux enfants en 1987, à l'âge de 33 ans ; la série connait un grand succès pendant les dix ans de diffusion.
Après Mariés, deux enfants, Katey apparait dans de nombreuses séries télévisées. En 2002, elle est le personnage principal dans la sitcom Touche pas à mes filles, aux côtés de John Ritter, Kaley Cuoco et Amy Davidson. La série a été annulée en 2005 au bout de trois saisons.
En 2008, Sagal est l'un des personnages principaux, Gemma Teller Morrow, dans la série dramatique / thriller Sons of Anarchy (dont le créateur est son époux, Kurt Sutter). La série est diffusée sur la chaîne FX à partir du 3 septembre 2008. Elle se terminera en 2014. 
En 2013, elle joue le rôle de la mère d'Artie Abrams dans un épisode de la série à succès Glee.
En 2014, elle reprend le rôle de Leela dans le crossover Simpsorama avec la série Les Simpson, également créée par Matt Groening.
En 2015, elle joue au cinéma le rôle de la mère d'Hailee Steinfeld dans Pitch Perfect 2,,.
En 2016, elle obtient le rôle de la mère de Penny, incarnée par Kaley Cuoco, dans un épisode de la dixième saison de la sitcom The Big Bang Theory.
Elle reprend le rôle de Gemma Teller Morrow pour un caméo dans le pilote du dérivé Mayans MC, en 2018.
En 2021, elle joue le premier rôle de la comédie dramatique judiciaire Rebel. La série est annulée au bout d'une saison par la chaine ABC.
Le 21 Août 2024, il est annoncé qu'elle incarnera le Dr. Kureha (One Piece) dans la Saison 2 de la Série TV One Piece.

#### Musique
En 1973, à seulement 19 ans, Katey se lance dans le show-business grâce à la musique. Elle a été choriste pour Bob Dylan et Tanya Tucker.
En 1976, elle fonde un groupe baptisé « The Groupe With No Name » pour lequel elle réalise l'album Moon Over Brooklyn. À cette époque, elle se faisait appeler Katie Sagal.
En 1978, elle est choriste sur l'album Gene Simmons ; elle rejoint le groupe The Harlettes ; puis elle revient dans le groupe entre 1982 et 1983. Par la suite, elle est choriste sur le titre Soul Kiss (1985) d'Olivia Newton-John. Elle a ensuite chanté le générique du film Loose Cannons en 1990.
En avril 1994, Katey sort son premier album solo, Well..., puis en juin 2004, un deuxième album solo, Room. Elle chante également sur la bande originale de Sons of Anarchy.

### Vie privée

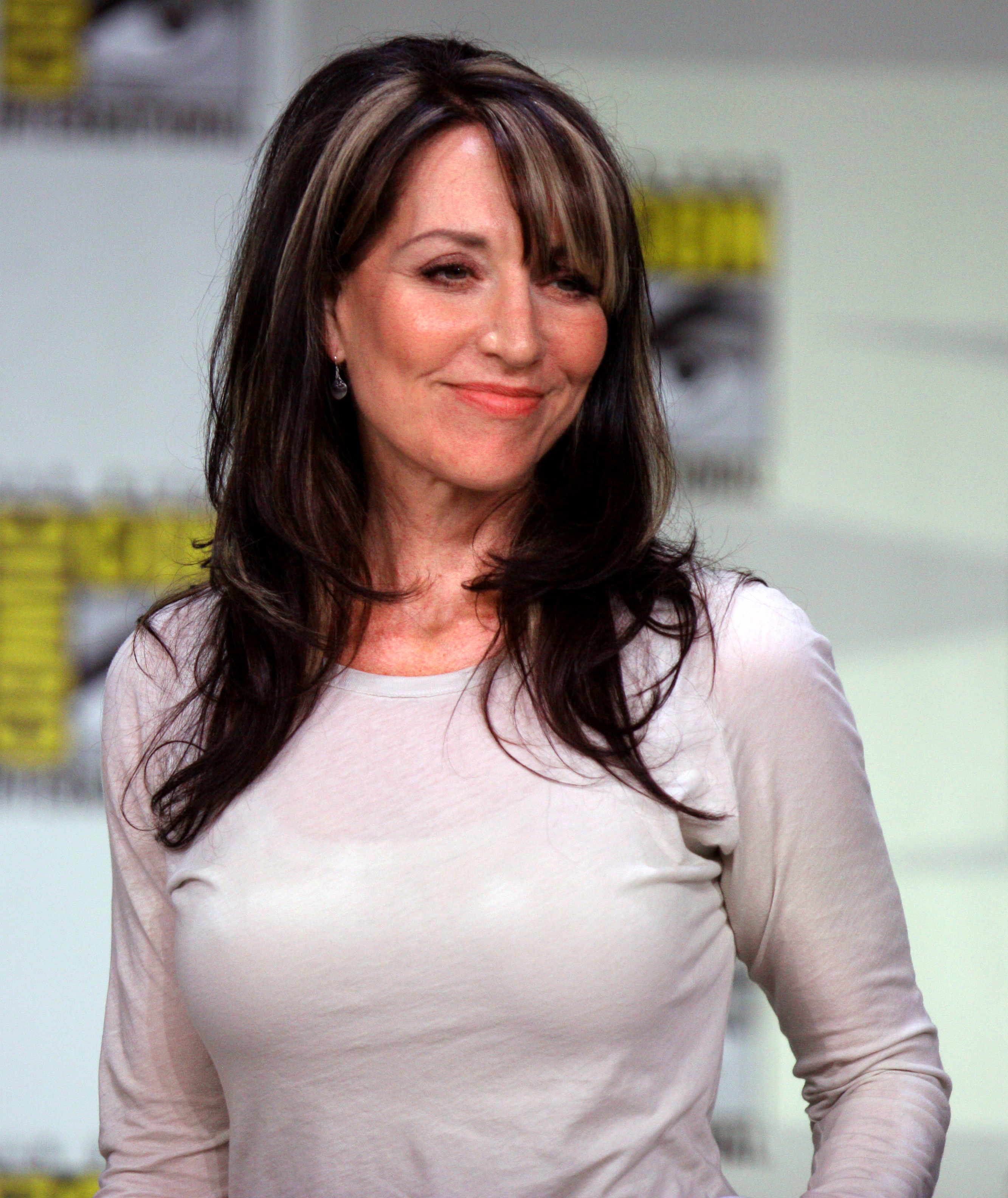
Katey Sagal au Comic-Con en 2011.

En 1972, à l'âge de 18 ans, Katey Sagal a une liaison avec le bassiste du groupe Kiss, Gene Simmons. Le 1er mai 1977, elle épouse le bassiste et compositeur Freddie Beckmeier, qu'elle fréquente depuis 1975. Le couple divorce en 1981. Elle se remarie en 1986 au musicien Fred Lombardo dont elle divorce trois ans plus tard. En décembre 1989, Katey Sagal fait une fausse couche après deux mois de grossesse.
En 1990, Katey Sagal rencontre le musicien et acteur Jack Cameron White (1954 - 2024). L'année suivante, elle découvre sur le tournage de Mariés, deux enfants qu'elle est enceinte. Les scénaristes de la série décident d'inclure sa grossesse dans le scénario pour son personnage. Cependant, en octobre 1991, alors qu'elle n'est qu'à sept mois de grossesse, Katey Sagal doit accoucher d'urgence via césarienne, ce qui entraîne la mortinatalité de sa fille qu'elle avait prénommée Ruby White. Elle mentionne sa fausse couche dans son album Well... (1994). Jack White et Katey Sagal se marient le 26 novembre 1993, puis ils ont deux enfants : Sarah Grace White (née le 7 août 1994) et Jackson James White (né le 1er mars 1996). Le couple divorce en juillet 2000 au bout de sept ans de mariage.
Le 2 octobre 2004, elle se remarie au producteur de cinéma et scénariste Kurt Sutter, qu'elle fréquente depuis un an. Le couple a une fille, Esmé Louise Sutter (née le 10 janvier 2007), via une mère porteuse.

## Filmographie

### Cinéma

#### Films
- 1987 : L'Apprentie domestique (en) (Maid to Order) de Amy Holden Jones : Louise
- 1988 : Le Prix de la passion (The Good Mother) de Leonard Nimoy : Ursula
- 2000 : Dropping Out de Mark Osborne : Wendy
- 2002 : Following Tildy de Jonathan Schmock : Connie St. John
- 2006 : I'm Reed Fish (en) de Zackary Adler : Maureen
- 2009 : House Broken de Sam Harper : Mom (Mrs. C)
- 2014 : Retour à Woodstock (en) (There's Always Woodstock) de Rita Merson : Lee Ann
- 2015 : Pitch Perfect 2 : Katherine
- 2016 : K.O. - Bleed for This (Bleed for This) de Ben Younger : Louise Pazienza
- 2025 : Trust de Carlson Young

#### Films d'animation
- 2001 : La Cour de récré : Vive les vacances ! (Recess: School's Out) de Chuck Sheetz : Mrs. Flo Spinelli
- 2001 : La Cour de récré : Les Vacances de Noël :  Flo Spinelli
- 2003 : La Cour de récré : Rentrée en classe supérieure :  Flo Spinelli
- 2008 : Futurama : La Grande Aventure de Bender (Bender's Big Score) (Vidéo) de Dwayne Carey-Hill : Turanga Leela (Direct-to-video)
- 2008 : Futurama : Le Monstre au milliard de tentacules (The Beast with a Billion Backs) de Peter Avanzino : Turanga Leela (Direct-to-video)
- 2008 : Futurama de Dwayne Carey-Hill : Prenez garde au seigneur des robots ! (Bender's Game) : Turanga Leela (Direct-to-video)
- 2009 : Futurama : Vous prendrez bien un dernier vert ? de Peter Avanzino : Turanga Leela (Direct-to-video)

### Télévision

#### Téléfilms
- 1971 : The Failing of Raymond (en) de Boris Sagal : Patiente
- 1974 : Larry de William A. Graham : Caissière
- 1975 : Le Rêve brisé (en) (The Dream Makers) de Boris Sagal : Gestionnaire de chômage
- 1990 : Mother Goose Rock 'n' Rhyme de Jeff Stein : Mary Quite Contrary
- 1991 : She Says She's Innocent de Charles Correll : Susan Essex
- 1995 : Deux mamans sur la route (Trail of Tears) de Donald Wrye : Annie Cook
- 1998 : Mr. Headmistress de James Frawley : Harriet Magnum
- 1998 : Chance of a Lifetime de Deborah Reinisch : Irene Dunbar
- 1999 : Pour l'amour d'Emily (God's New Plan) de Michael Switzer : Ellen Young
- 1999 : La Maison du futur (Smart House) de LeVar Burton : Pat
- 2000 : Dropping Out de Mark Osborne : Wendy
- 2004 : Deux anges dans la ville (When Angels Come to Town) d'Andy Wolk : Jo
- 2005 : Campus Confidential de Melanie Mayron : Naomi
- 2005 : Three Wise Guys de Robert Iscove : Shirley Crown
- 2010 : Jack et le Haricot magique de Gary J. Tunnicliffe : Mère de Jack
- 2017 : Dirty Dancing de Wayne Blair : Vivian Pressman

#### Séries télévisées
- 1972 : The Bold Ones: The New Doctors de Steven Bochco, Richard H. Landau et Paul Mason : Jeune infirmière.
- 1973 : Columbo : Candidat au crime (Candidate for Crime) : Secrétaire.
- 1975 : Three of the Road (en) de Jerry McNeely : Réceptionniste.
- 1985 : Mary (en) de David Isaacs et Ken Levine : Jo Tucker.
- 1987-1997 : Mariés, deux enfants (Married… with Children) de Ron Leavitt et Michael G. Moye : Peggy Wanker Bundy
- 1990 : Les Contes de la Crypte de William Gaines : Mrs. Kilbasser (Saison 2 épisode 8 : Hurlement Nocturne).
- 1995 : Duckman: Private Dick/Family Man de Everett Peck (en) : Mère de Duckman (1 épisode).
- 1996 : Space Cases de Peter David et Bill Mumy : Ma (1 épisode).
- 1998 : That '70s Show de Mark Brazill, Bonnie Turner et Terry Turner : Edna Hyde (3 épisodes).
- 2000 : Happily Ever After: Fairy Tales for Every Child de Anthony Bell : Hare (1 épisode).
- 2000 : Tucker de Terri Hughes : Claire Wennick (13 épisodes).
- 2001 : The Geena Davis Show de Terri Minsky : Ashley (1 épisode).
- 2002 : Imagine That de Seth Kurland : Barb Thompson (6 épisodes).
- 2002-2005 : Touche pas à mes filles (8 Simple Rules… for Dating My Teenage Daughter) de Tracy Gamble : Cate Hennessy.
- 2005 : Ghost Whisperer de John Gray : Francie Lewis (saison 1 épisode 12 : Undead Comic).
- 2004-2006 : Les Héros d'Higglyville de Holly Huckins et Denis Morella : Cate Hennessy (4 épisodes).
- 2005-2007 : The Shield de Shawn Ryan : Nancy Gilroy (Saison 4 épisode 2 : Face à face ; Saison 6 épisode 7 : Exil).
- 2005-2010 : Lost : Les Disparus de J. J. Abrams, Jeffrey Lieber et Damon Lindelof : Helen Norwood (4 épisodes).
- 2006 : Boston Justice (saison 3 épisodes 2 à 6) de David E. Kelley : Barbara Little (5 épisodes).
- 2007 : The Winner de Ricky Blitt : Lydia Berko (1 épisode).
- 2008 : Les Experts de Anthony E. Zuiker : Annabelle Fundt / Natasha Steele (1 épisode).
- 2008 : Eli Stone de Greg Berlanti et Marc Guggenheim : Marci Klein (4 épisodes).
- 2008-2014 : Sons of Anarchy de Kurt Sutter : Gemma Teller Morrow.
- 2009 : Star-ving de Sam Henry Kass, Todd Bringewatt, David Faustino et Corin Nemec : Katey Sagal.
- 2010 : Chadam de Landon F. Pascual : Sandy (8 épisodes).
- 2013 : Glee de Ian Brennan, Brad Falchuk et Ryan Murphy : Nancy Abrams (la mère d'Artie).
- 2014-2015 : A to Z de Ben Queen : Narratrice (13 épisodes).
- 2014-2015 : Regular Show de J. G. Quintel : Mère de Mordecai (13 épisodes).
- 2015 : The Bastard Executioner de Kurt Sutter : Annora of the Alders (10 épisodes).
- 2016 : The Big Bang Theory : Susan, la mère de Penny (saison 10, épisode 1)
- 2016 : This Is Us : Lanie Schultz  (saison 1, épisode 2)
- 2016-2017 : Brooklyn Nine-Nine : Karen Peralta, la mère de Jake (2 épisodes)
- 2018–2025 : The Conners (en) : Louise (33 épisodes - en cours)
- 2018 : Mayans M.C. de Kurt Sutter : Gemma Teller Morrow (saison 1, épisode 1)
- 2018-2019 : Shameless : Dr. Ingrid Jones (7 épisodes)
- 2019 : Dead to Me de Liz Feldman : Eleonor Hale (2 épisodes)
- 2021 : Rebel : Annie « Rebel » Flynn Ray Bello (10 épisodes)
- 2025 : One Piece : Dr. Kureha (saison 2)

#### Séries d'animation
- 1997-2001 : La Cour de récré (Recess) de Paul Germain et Joe Ansolabehere : Mrs. Flo Spinelli / voix additionnelles (4 épisodes).
- 1999-2013 : Futurama de David X. Cohen et Matt Groening : Turanga Leela
- 2014 : Les Simpson : Simpsorama (Saison 26 épisode 6) de James L. Brooks, Matt Groening et Sam Simon : Turanga Leela.

## Distinctions

### Récompenses
- 2005 : Prism Awards de la meilleure actrice dans une série télévisée comique pour Touche pas à mes filles (2002-2005).
- 68e cérémonie des Golden Globes 2011 : Meilleure actrice dans une série dramatique pour Sons of Anarchy (2008-2015).
- TV Land Awards 2011 : Nommée au Prix Innovator de la meilleure distribution dans une série comique pour Mariés, deux enfants (1987-1997) partagé avec Christina Applegate, David Faustino, Ted McGinley et Ed O'Neill.
- 2011 : Online Film & Television Association Awards de la meilleure actrice dans une série télévisée dramatique pour Sons of Anarchy (2008-2015).
- 2012 : BTVA People's Choice Voice Acting Award de la meilleure performance vocale pour l'ensemble de la distribution dans une série télévisée fantastique pour Futurama (2008-2015) partagée avec Billy West, John DiMaggio, Lauren Tom, Phil LaMarr, Maurice LaMarche, Tress MacNeille ET David Herman.
- 2012 : BTVA Television Voice Acting Award de la meilleure performance vocale pour l'ensemble de la distribution dans une série télévisée fantastique pour Futurama (2008-2015) partagée avec Billy West, John DiMaggio, Lauren Tom, Phil LaMarr, Maurice LaMarche, Tress MacNeille ET David Herman.
- 2013 : BTVA People's Choice Voice Acting Award de la meilleure performance vocale pour l'ensemble de la distribution dans une série télévisée fantastique pour Futurama (2008-2015) partagée avec Billy West, John DiMaggio, Lauren Tom, Phil LaMarr, Maurice LaMarche, Tress MacNeille ET David Herman.
- 2013 : BTVA Television Voice Acting Award de la meilleure performance vocale pour l'ensemble de la distribution dans une série télévisée fantastique pour Futurama (2008-2015) partagée avec Billy West, John DiMaggio, Lauren Tom, Phil LaMarr, Maurice LaMarche, Tress MacNeille ET David Herman.
- 2013 : Prism Awards de la meilleure performance féminine dans une série télévisée dramatique pour Sons of Anarchy (2008-2015).
- 2014 : BTVA Television Voice Acting Award de la meilleure performance vocale pour l'ensemble de la distribution dans une série télévisée fantastique pour Futurama (2008-2015) partagée avec Billy West, John DiMaggio, Lauren Tom, Phil LaMarr, Maurice LaMarche, Tress MacNeille ET David Herman.

### Nominations
- 48e cérémonie des Golden Globes 1991 : Meilleure actrice dans une série musicale ou comique pour Mariés, deux enfants (1987-1997).
- 49e cérémonie des Golden Globes 1992 : Meilleure actrice dans une série musicale ou comique pour Mariés, deux enfants (1987-1997).
- 50e cérémonie des Golden Globes 1993 : Meilleure actrice dans une série musicale ou comique pour Mariés, deux enfants (1987-1997).
- 51e cérémonie des Golden Globes 1994 : Meilleure actrice dans une série musicale ou comique pour Mariés, deux enfants (1987-1997).
- 2002 : Online Film & Television Association Awards de la meilleure performance vocale dans une série télévisée fantastique pour Futurama (1999-2013).
- 2010 : Gold Derby Awards de la meilleure actrice principale dans une série télévisée dramatique pour Sons of Anarchy (2008-2015).
- 1re cérémonie des Critics' Choice Television Awards 2011 : Meilleure actrice dans une série dramatique pour Sons of Anarchy (2008-2015).
- 2011 : Gold Derby Awards de la meilleure actrice principale dans une série télévisée dramatique pour Sons of Anarchy (2008-2015).
- 2e cérémonie des Critics' Choice Television Awards 2012 : Meilleure actrice dans une série dramatique pour Sons of Anarchy (2008-2015).
- 2012 : Online Film & Television Association Awards de la meilleure actrice principale dans une série télévisée dramatique pour Sons of Anarchy (2008-2015).
- 2013 : BTVA Television Voice Acting Award de la meilleure performance vocale féminine dans une série télévisée fantastique pour Futurama (1999-2013).
- 2014 : BTVA Television Voice Acting Award de la meilleure performance vocale féminine dans une série télévisée fantastique pour Futurama (1999-2013).
- 2014 : Online Film & Television Association Awards de la meilleure performance vocale dans une série télévisée fantastique pour Futurama (1999-2013).
- 41e cérémonie des People's Choice Awards 2015 : Icône TV préférée.

## Voix francophones
En version française, Martine Meirhaeghe est la voix régulière de Katey Sagal entre 1987 et 2016. La doublant une première fois dans Mariés, deux enfants, elle la retrouve notamment dans Tucker, Touche pas à mes filles, The Shield, Sons of Anarchy ou encore Pitch Perfect 2. Morte en 2016, elle est remplacée par Véronique Augereau dans Brooklyn Nine-Nine et Sylvie Ferrari dans Mayans M.C.. 
En parallèle, Annie Balestra la double dans Le Prix de la passion tout comme Micky Sébastian dans Qui a tué Vicky Gilmore et Caroline Jacquin dans That '70s Show. Depuis 2005, Ariane Deviègue la double de manière occasionnelle, étant sa voix dans Ghost Whisperer, Boston Justice, Lost : Les Disparus, Dirty Dancing ou encore This Is Us. Ces dernières années, elle est doublée par Mélody Dubos (en remplacement de Blanche Ravalec) dans Futurama, Laurence Porteil dans Shameless, Juliette Degenne dans Rebel, Valérie Nosrée dans Tell Me Lies et Laurence Charpentier dans Torn Hearts (en).